# Dianthus cintranus
Dianthus cintranus är en nejlikväxtart. Dianthus cintranus ingår i släktet nejlikor, och familjen nejlikväxter.

## Underarter
Arten delas in i följande underarter:
- D. c. atrosanguineus
- D. c. barbatus
- D. c. byzacenus
- D. c. charidemi
- D. c. cintranus